# 스포츠 유틸리티 자동차에 대한 비판

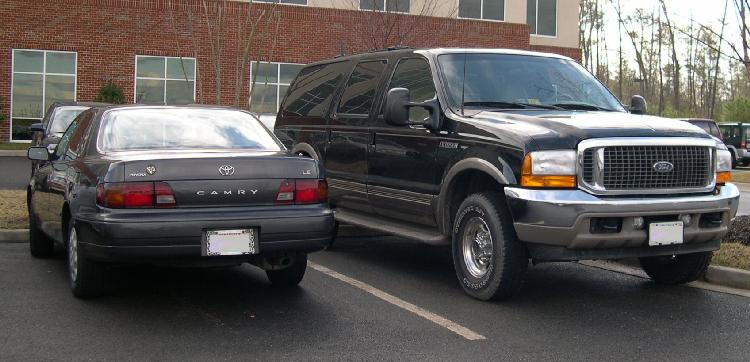
포드 익스커션 SUV와 토요타 캠리 소형차

스포츠 유틸리티 자동차는 다양한 환경 및 자동차 안전 문제로 비판을 받아왔다. 2010년대와 2020년대에 자동차 제조업체의 SUV 생산 및 마케팅 증가는 2021년 10월까지 미국 내 모든 신차 판매의 80% 이상이 SUV 또는 경형 트럭이 되는 결과를 낳았다. 이러한 SUV 판매 증가는 영국과 유럽 연합으로도 확산되었다. 이로 인해 자동차 안전 옹호자들은 다운사이징을 통해 세단, 왜건, 소형차와 같은 모델을 선호해야 한다고 주장한다.
SUV는 미국에서 경형 트럭으로 분류된다. 많은 경우, "경형 트럭"으로 분류되는 차량은 특정 연비 규제 및 크기 규제를 피할 수 있는데, 이를 종종 "경형 트럭 면제"라고 부른다. 따라서 이러한 허점은 SUV의 대규모 업셀링 및 마케팅으로 이어졌고, 많은 사람들은 이를 자동차 산업, 특히 미국 빅 쓰리의 이익 마진을 늘리기 위한 기업의 신용 사기로 간주한다.
SUV는 일반적으로 연비가 더 나쁘고 소형 차량보다 제조에 더 많은 자원이 필요하므로 기후변화 및 환경파괴에 더 많이 기여한다. SUV의 높은 무게 중심은 전복 위험을 크게 증가시킨다. SUV의 더 큰 질량은 운동량을 증가시켜 충돌 시 다른 도로 사용자에게 더 많은 피해를 입힌다. SUV의 더 높은 전면부는 시야를 감소시켜 보행자를 치었을 때 사망 확률을 최소 두 배 이상 높인다. 대형 SUV는 건조 노면에서 전통적인 승용차 및 소형 SUV보다 제동 거리가 더 긴 것으로 나타났다. 또한, SUV가 제공하는 심리적 안정감은 운전자에게 자신의 운전보다는 차량의 인지된 안전에 의존하거나 덜 조심스럽게 운전하도록 영향을 미친다.

## 안전
SUV는 일반적으로 중형차보다 탑승자에게는 더 안전하고 다른 도로 사용자에게는 더 위험하다. 예를 들어, 일리노이 대학교 스프링필드의 2021년 연구에 따르면 SUV는 승용차보다 사고 시 어린이를 사망에 이르게 할 확률이 8배 더 높고, 성인 보행자 및 자전거 이용자에게는 수 배 더 치명적이다.
차량 탑승자의 사망률에 있어서, 4도어 경차는 10만 등록년당 82명(주행 거리가 아닌 등록년 기준)의 사망률을 보이는 반면, 매우 큰 4도어 차량은 46명이다. 이 조사는 차량 설계와 운전 행동의 영향을 모두 반영한다. SUV, 미니밴, 대형차 운전자는 소형 또는 중형차 운전자와 다르게 운전할 수 있으며, 이것이 조사 결과에 영향을 미칠 수 있다.

### 전복
높은 무게 중심은 차량이 도로를 벗어나거나 운전자가 비상 조작 중 급커브를 돌 때 특히 낮은 차량보다 전복 사고에 더 취약하게 만든다. 미국 고속도로교통안전청(NHTSA)의 자료에 따르면 대부분의 승용차는 단독 차량 사고에 연루될 경우 전복될 확률이 약 10%인 반면, SUV는 14%에서 23% 사이이다(사륜구동(AWD) 포드 엣지는 14%, 전륜구동(FWD) 포드 이스케이프는 23%로 다양). 많은 최신 SUV에는 평평한 노면에서의 전복을 방지하기 위해 전자 제어 주행 안정 장치(ESC)가 장착되어 있지만, 전복의 95%는 "걸려서" 발생하는 것으로, 차량이 연석이나 얕은 도랑과 같이 낮은 곳에 부딪혀 넘어지는 것을 의미한다.
NHTSA 데이터에 따르면, 초기 SUV는 운전자가 잠들거나 사슴을 피하다가 통제력을 잃는 등의 단독 차량 사고(치명적 사고의 43%를 차지)에서 불리했으며, 전복될 확률이 두 배 이상 높았다. 이러한 위험은 전반적인 미국 자동차 사망률 데이터와 밀접하게 관련되어 있으며, SUV와 픽업트럭이 동일 제조사의 승용차보다 일반적으로 사망률이 더 높음을 보여준다.
컨슈머 리포트에 따르면, 2009년 기준으로 SUV의 전복 안전성은 개선되어 전복으로 인한 백만 대당 운전자 사망자가 승용차보다 약간 적었다. 2011년에는 IIHS가 "오늘날 SUV 운전자는 충돌 사고에서 사망할 가능성이 가장 낮은 사람 중 하나"라고 보고했다.

### 열악한 핸들링
SUV와 같이 크고 무거운 차량은 바퀴를 더 빨리 돌리기 위해 많은 제동력과 더 강력한 조향 보조 장치가 필요하다. 이 때문에 SUV의 갑작스러운 제동 및 조향 조작에 대한 반응은 더 가벼운 차량에 익숙한 운전자와 매우 다를 것이다. 이는 훨씬 높은 무게 중심과 과도한 무게가 SUV의 코너링 능력에 심각하게 영향을 미쳐 낮은 속도에서도 승용차나 미니밴보다 전복 가능성이 훨씬 높기 때문이다.

### 구조
더 견고한 SUV는 일반적으로 차체와 분리된 트럭 스타일의 섀시로 설계되는 반면, 더 가벼운 (크로스오버 포함) 모델은 일반적으로 모노코크 (차체가 구조를 형성하는) 구조로 제작되는 승용차와 더 유사하다. 원래 트럭 섀시를 사용하여 작업용 차량으로 설계 및 제작된 SUV는 승용차로 안전하게 사용되도록 종합적으로 재설계되지 않았다. 영국 텔레비전 프로그램 피프스 기어는 1세대 (1989~1998) 랜드로버 디스커버리와 최신 르노 에스파스 IV를 대상으로 시속 40 mph (64 km/h) 충돌 테스트를 진행했다. 구형 SUV는 모노코크 (유닛) 설계의 최신 다목적 차량보다 탑승자 보호 기능이 떨어졌다. 트럭 기반 구조를 사용하는 일부 SUV 사망 사고에서는 자동차 제조업체에 대한 소송이 "결과 또는 SUV 설계의 근본적인 문제에 대한 대중의 감시 없이 조용하고 비밀리에 합의"되어 포드 브롱코 및 익스플로러와 같은 차량의 위험이 일반 승용차에 비해 숨겨졌다.

### 다른 도로 사용자에게 미치는 위험

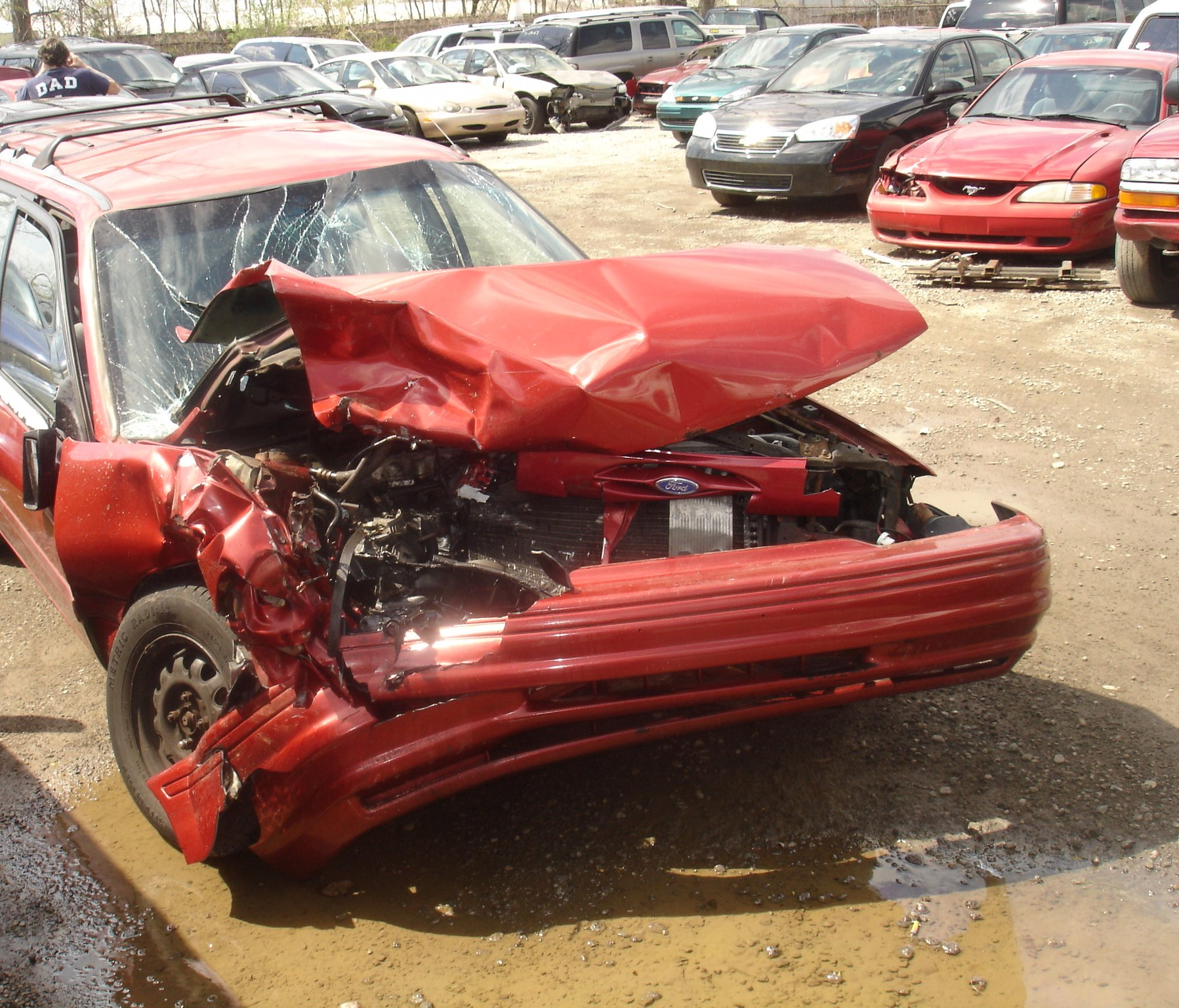
SUV와의 정면 충돌 후 포드 에스코트, 높은 충돌 지점을 보여준다.

더 뉴요커 잡지에 글을 쓴 맬컴 글래드웰은 SUV가 더 높은 높이와 무게, 단단한 프레임 때문에 교통 안전에 영향을 미칠 수 있다고 주장한다. 이 높이와 무게는 차량 탑승자에게는 이점을 제공할 수 있지만, 다중 차량 사고, 특히 측면 충돌 시 소형 차량 운전자에게는 위험을 초래할 수 있다.
포드 익스커션의 초기 테스트는 포드 토러스의 보닛 위로 솟아오르는 능력 때문에 "끔찍했다". 이 대형 SUV는 1971년 프랑스 교통부가 제안한 일종의 차단바를 포함하도록 수정되었는데, 이는 대형 포드 익스커션이 충돌한 차량 위로 굴러가는 것을 방지하기 위해 설계된 차량 하부 롤바이다. 문제는 "충돌 비호환성"으로, SUV의 섀시 레일 끝 부분의 "단단한 지점"이 승용차의 "단단한 지점"보다 높아 SUV가 승용차의 엔진룸과 크럼플 존을 덮쳐 버리는 것이다. 안전 문제를 해결하기 위한 SUV 설계에 관한 규제는 거의 없었다. 무거운 무게는 SUV뿐만 아니라 매우 큰 승용차에도 위험 요소이다. 일반적으로 더 높은 SUV 범퍼 높이와 단단한 트럭 기반 프레임을 사용하여 제작된 SUV는 승용차와의 충돌 시 위험을 증가시킨다. 메르세데스 ML320은 승용차에 필요한 높이와 동일한 범퍼로 설계되었다.
유럽의 일부 지역에서는 2006년부터 4x4 및 SUV와 같은 차량에 금속 불바 (그릴 가드, 브러시 가드, 푸시 바라고도 함)를 장착하는 것이 보행자 안전 플라스틱 바 및 그릴을 사용하는 경우에만 합법적이다. 불바는 호주, 남아프리카 및 미국의 일부 지역에서 야생 동물과 충돌 시 차량이 작동 불능 상태가 되는 것을 방지하기 위해 자주 사용된다.
2010년대부터 현재까지의 안전 개선으로 자동차 제조업체는 SUV의 에너지 흡수 구조를 승용차와 일치시키도록 설계를 변경했다. 그 결과, IIHS에 따르면 2013년에서 2016년 사이에 SUV와의 충돌로 승용차 탑승자가 사망할 가능성은 28% 증가했으며, 이는 2009년에서 2012년 사이의 59%와 비교된다.

### 시야 및 후진 사고 사망
더 큰 차량은 교통 신호, 표지판, 도로상의 다른 차량, 그리고 도로 자체에 대한 시야를 가려 다른 도로 사용자에게 시야 문제를 야기할 수 있다. 설계에 따라 일부 대형 차량의 운전자는 측면 및 후방 시야가 좋지 않을 수 있다. 좋지 않은 후방 시야는 차량이 진입로에서 후진하다가 어린이를 치어 사망하는 "후진 사고 사망"으로 이어지는 경우가 많다. 후진 사고 사망 문제는 너무나 광범위해져 일부 차량에는 후방 시야를 개선하기 위해 후방 카메라가 설치되고 있다.
SUV는 일반적으로 일반 승용차에 비해 후방 시야가 열악하다는 인식이 있지만, 통제된 테스트에서는 이러한 주장을 뒷받침하지 못했으며, 후방 시야 불량은 특정 차량 등급에만 국한되지 않는 것으로 나타났다. 호주의 NRMA 자동차 단체는 현대 SUV의 후방 카메라 보급과 많은 인기 승용차의 높은 후방 창문 라인과 트렁크가 후방 시야를 방해하기 때문에 일반 승용차가 SUV에 비해 후방 시야가 열악한 경우가 많다는 것을 발견했다. NRMA 테스트에서 42대의 SUV 중 2대(5%)와 163대의 일반 승용차 중 29대(18%)가 최악의 등급(15미터 이상 사각지대)을 받았다. 완벽한 0미터 사각지대 등급을 받은 차량 중 42대 중 11대(26%)는 SUV였고, 163대 중 8대(5%)는 일반 승용차였다. "완벽한 점수"를 받은 모든 차량에는 OEM 후방 카메라가 장착되어 있었다.

### 좁은 차선에서의 넓은 차체
더 큰 차량의 넓은 차체는 도로 차선에서 더 많은 비율을 차지한다는 것을 의미한다. 이는 밀집된 도시 지역이나 유럽의 시골 지역에서 때때로 발견되는 좁은 도로에서 특히 두드러진다. 더 넓은 차량은 일부 주차공간에 맞추기 어렵고 도로 옆에 주차했을 때 교통 차선으로 더 많이 침범할 수도 있다.
SUV의 공간 소비에 대한 반발로 피렌체 시는 중심가로의 SUV 진입을 제한했으며, 파리와 빈은 아예 SUV 금지를 논의했다.
일반적인 인식과 달리, SUV는 종종 왜건과 동일하거나 더 적은 실내 수납 공간을 가지고 있다. 높은 무게 중심과 무게로 인해 각각 핸들링이 더 나쁘고 연료를 더 많이 소모한다.

### 심리
SUV 안전 문제는 일부 소비자들이 SUV가 표준 자동차보다 운전자에게 더 안전하다고 인식하고, "방어 캡슐" 안에 있는 것처럼 기본적인 예방 조치를 취할 필요가 없다고 생각하는 경향에 영향을 받는다. 자동차 제조업체의 심리 컨설턴트인 G. C. 라페일에 따르면, 많은 소비자들이 SUV의 주행 높이 때문에 단순히 "[그들의 승객들이] 더 높이 있고 지배적이며 내려다본다"는 이유만으로 SUV에서 더 안전하다고 느낀다. "다른 사람들을 내려다볼 수 있다는 것은 심리적으로 매우 강력한 개념이다." 이것과 SUV의 높이 및 무게가 소비자의 안전 인식을 이끌어낼 수 있다.
글래드웰은 또한 SUV 인기가 사람들이 자동차 안전 초점을 능동에서 수동으로 전환하기 시작했다는 신호이기도 하다고 지적했다. 미국에서 잠재적인 SUV 구매자들은 어떤 차량이든 트랙터-트레일러에 치일 경우 속수무책이라고 믿기 때문에 30 ft (9.1 m)의 추가적인 제동거리를 포기한다. SUV에 사용 가능한 4륜구동 옵션은 수동 안전 개념을 강화했다. 글래드웰의 주장을 뒷받침하기 위해 그는 자동차 엔지니어 데이비드 챔피언이 이전에 레인지 로버를 운전했을 때 다른 사람들이 겪었던 미끄러짐을 인지하지 못했기 때문에 자신의 차량이 4차선 도로를 미끄러져 갔다고 언급했다. 글래드웰은 운전자가 차량을 운전할 때 안전하지 않다고 느끼면 차량이 더 안전해진다고 결론지었다. 운전자가 운전할 때 안전하다고 느끼면 차량이 덜 안전해진다.
밀워드 브라운 골드파브 자동차 시장 조사 회사의 스티븐 포피엘 부사장은 대부분의 자동차 소비자에게 안전은 그들이 완전히 통제할 수 없다는 개념과 관련이 있다고 지적했다. 글래드웰은 음주 운전, 안전벨트 착용, 운전자의 연령 및 경험과 같이 많은 "사고"가 운전자의 통제 범위를 벗어나지 않는다고 주장했다.

### 안전 의식
SUV의 안전에 대한 연구 결과는 엇갈렸다. 2004년에 국립고속도로교통안전청은 SUV 운전자가 승용차 운전자보다 사고로 사망할 확률이 11% 더 높다는 연구 결과를 발표했다. 이러한 수치는 차량의 본질적인 안전성만으로 인한 것이 아니라 운전자의 증가된 보안 인식 때문이었다. 예를 들어, 미국 SUV 운전자들은 안전벨트를 착용할 가능성이 적었으며 더 무모하게 운전하는 경향을 보였다 (아마도 가장 충격적인 것은 1996년 SUV 운전자가 음주 운전을 할 가능성이 더 높다는 연구 결과일 것이다).
실제 운전자 사망률은 IIHS에서 모니터링하며 모델마다 다르다. 이 통계는 2002년부터 2005년까지 미국의 평균 운전자 사망률이 대형 차량에서 더 낮았으며, 차량 범주 간에 상당한 중복이 있었음을 보여준다.
| 차량 유형         | 모델 수 | 사망자 수 |
| ----------------- | ------- | --------- |
| 소형 4도어 승용차 | 14      | 45–191    |
| 중형 4도어 승용차 | 17      | 14–130    |
| 대형 4도어 승용차 | 11      | 57–118    |
| 중형 럭셔리       | 8       | 11–54     |
| 대형 럭셔리       | 11      | 14–85     |
| 대형 미니밴       | 5       | 36–97     |
| 초대형 미니밴     | 6       | 7–54      |
| 소형 SUV          | 13      | 44–132    |
| 중형 SUV          | 34      | 13–232    |
| 대형 SUV          | 16      | 21–188    |
| 초대형 SUV        | 6       | 53–122    |

IIHS 보고서는 "차량 유형별로 같은 무게라면 승용차가 픽업트럭이나 SUV보다 사망률이 거의 항상 낮다"고 명시한다. NHTSA는 2004년에 1억 차량 마일당 탑승자(운전자 또는 승객) 사망자 수가 경형 트럭(SUV, 픽업트럭, 미니밴)의 경우 1.16명, 2003년에는 1.20명이었으며, 승용차(다른 모든 차량)의 경우 2004년에는 1.18명, 2003년에는 1.21명이었다고 기록했다.

## 마케팅 관행
SUV 판매에 사용되는 마케팅 기법은 비판을 받아왔다. 광고주와 제조업체 모두 그린워싱으로 비난을 받았다. 비평가들은 SUV 광고가 야생 지역에서 운전되는 제품을 보여주지만, 실제로 오프로드에서 운전되는 SUV는 상대적으로 거의 없다고 지적했다. 예를 들어, 2023년 11월 22일, ASA(Advertising Standard Authority)는 영국에서 토요타 하이럭스 광고를 야생 지역에서 운전되는 모습으로 표시하여 금지했다.

## 연비
최근 SUV의 증가는 인구가 이전보다 휘발유 소비를 더 많이 하는 한 가지 이유로 지목되기도 한다. SUV는 일반적으로 좌석 수가 같은 승용차나 미니밴보다 연료를 더 많이 사용한다. 또한, 총 차량 중량(GVWR) 8,500파운드 이하의 SUV는 미국 정부에 의해 경형 트럭으로 분류되어 기업 평균 연비 (CAFE) 규정의 덜 엄격한 경형 트럭 표준을 적용받으며, GVWR 8,500파운드를 초과하는 SUV는 CAFE 표준에서 완전히 면제되었다. 이는 미국 제조업체가 더 연비 효율적인 모델을 생산할 유인을 줄인다.
오프로드 설계의 결과로 SUV는 연비 비효율적인 기능을 가질 수 있다. 높은 차체는 공기 저항을 증가시키고 더 큰 질량은 더 무거운 서스펜션과 더 큰 구동계를 필요로 하며, 이는 모두 차량 중량 증가에 기여한다. 일부 SUV는 낮은 구름 저항보다는 오프로드 접지력을 위해 설계된 타이어가 장착된다.
연비 요인에는 다음이 포함된다.
- 높은 질량(평균 하중에 비해)은 과도기 운행(도심)에서 높은 에너지 수요를 유발한다 {\displaystyle {P_{accel}=m_{vehicle}\cdot a\cdot v}} 여기서 {\displaystyle P_{accel}\,\!}는 동력, {\displaystyle m_{vehicle}\,\!}는 차량 질량, {\displaystyle {a}\,\!}는 가속도, {\displaystyle {v}\,\!}는 차량 속도를 나타낸다.
- 높은 단면적은 특히 고속 주행 시 매우 높은 항력 손실을 유발한다 {\displaystyle {P_{drag}=A_{cross}\cdot cw_{vehicle}\cdot {\frac {v_{air}^{3}\rho _{air}}{2}}}} 여기서 {\displaystyle P_{drag}\,\!}는 동력, {\displaystyle {A_{cross}}\,\!}는 차량의 단면적, {\displaystyle {\rho _{air}}\,\!}는 공기 밀도, {\displaystyle v_{air}\,\!}는 공기의 상대 속도(바람 포함)를 나타낸다.
- 오프로드 타이어(저압이 필요한 경우 더 심함)로 인한 높은 구름 저항과 구름 저항을 유발하는 높은 차량 질량 {\displaystyle {P_{roll}=\mu _{roll}\cdot m_{vehicle}\cdot v}} 여기서 {\displaystyle \mu _{roll}\,\!}는 구름 저항 계수, {\displaystyle m_{vehicle}\,\!}는 차량 질량을 나타낸다.

미국에서 판매된 차량 유형별 평균 데이터:
| 유형        | 너비 | 너비     | 높이 | 높이     | 공차 중량 | 공차 중량 | 복합 연비        | 복합 연비    | 복합 연비        |
| 유형        | 인치 | 센티미터 | 인치 | 센티미터 | 파운드    | 킬로그램  | 미국 갤런당 마일 | 100km당 리터 | 영국 갤런당 마일 |
| ----------- | ---- | -------- | ---- | -------- | --------- | --------- | ---------------- | ------------ | ---------------- |
| SUV         | 70.5 | 179      | 69.7 | 177      | 4442      | 2015      | 19.19            | 12.26        | 23.05            |
| 미니밴      | 75.9 | 193      | 67.2 | 171      | 4075      | 1848      | 20.36            | 11.55        | 24.45            |
| 가족용 세단 | 70.3 | 179      | 57.3 | 146      | 3144      | 1426      | 26.94            | 8.731        | 32.35            |

위 표의 수치를 사용하면, SUV의 항력은 30% 더 높을 수 있고, 동일한 가속을 위해 가속력은 35% 더 커야 한다(이는 안전한 가정이 아님).

## 오염
SUV는 일반적으로 동일한 엔진 유형의 승용차보다 (마일당) 더 많은 연료를 사용하기 때문에, 대기로 더 많은 오염 물질(특히 이산화 탄소)을 배출한다. 이는 전과정 평가 (LCA) 연구를 통해 확인되었으며, 이는 자동차와 같은 제품의 환경 영향을 종종 생산 시점부터 재활용될 때까지 정량화한다. 온실 기체, 발암물질, 폐기물 생산을 고려한 한 LCA 연구는 고급 승용차, 스포츠카 및 SUV가 "열악한 환경 성능"을 특징으로 한다고 밝혔다. 또 다른 연구는 가족용 내연기관 차량이 하이브리드 SUV보다 여전히 적은 배출량을 생산한다고 밝혔다.
지구 해방 전선이나 레 데공플레와 같은 다양한 환경 운동 단체들은 연료 사용량 증가에 대한 우려로 SUV 딜러점과 개인 소유 SUV를 목표로 삼았다.
미국에서는 경형 트럭과 SUV가 승용차보다 덜 엄격한 오염 제어 기준을 적용받는다. 이러한 차량에 의한 연료 소비 및 배출량 증가에 대한 인식에 대응하여, 환경보호청은 2009년 모델 연도까지 모든 경형 트럭과 승용차의 배출량을 동등하게 규제할 것이라고 결정했다.
영국 전국지 인디펜던트는 CNW 마케팅 리서치(CNW Marketing Research)가 수행한 연구를 보도했는데, 이 연구는 CO2 배출량만으로는 자동차의 실제 환경 비용을 반영하지 못한다고 시사했다. 신문은 다음과 같이 보도했다. "CNW는 일반적인 CO2 배출량 수치를 넘어 자동차의 환경 영향을 '먼지에서 먼지까지' 계산하여, 생산부터 최종 파괴까지의 전체 과정을 고려한다." 또한 신문은 CNW 연구 결과 지프 랭글러가 토요타 프리우스 및 다른 하이브리드 차량보다 미국에서 구매할 수 있는 가장 친환경적인 자동차로 나타났다고 보도했다. 그러나 토요타는 자동차 생산에 사용되는 에너지 비율과 차량 수명 동안 사용되는 에너지 비율에 대해 이의를 제기했으며, CNW는 자동차가 사용하는 에너지의 80%가 생산에, 20%가 사용에 해당한다고 주장한 반면 토요타는 그 반대라고 주장했다.
이 보고서는 논란을 불러일으켰다. 오리건주 라디오 방송국 KATU가 CNW 보고서에 대한 의견을 물었을 때, 매사추세츠 공과대학교(MIT)의 존 헤이우드 교수는 이 연구에 장점이 있다고 말하며 "몇 가지 좋은 질문을 제기한다"면서도 "상세한 계산 방식을 어떻게 했는지 짐작만 할 수 있다.... 이런 보고서가 우리가 소비자들이 하기를 바라는 사고방식, 즉 '이 새로운 기술에 투자해야 하는가, 이 새로운 기술을 도와야 하는가?'와 같은 사고를 저해할 위험이 있다"고 말했다.
로키 마운틴 연구소는 허머 H3의 환경 영향을 프리우스에 비해 낮추는 가정을 한 후에도 "프리우스가 여전히 환경에 미치는 영향이 더 낮다. 이는 CNW가 사용한 미공개 가정과 입력값이 허머에 유리하거나 프리우스에 불리한 추세를 계속하고 있음을 시사한다. 아르곤 연구소의 연구원들이 자동차, 특히 하이브리드 자동차의 모든 최근 생애 주기 분석을 신중하게 조사했기 때문에, 우리의 연구는 CNW의 연구와 동일한 주제에 대한 모든 과학적으로 검토되고 수용된 작업 간의 깊은 차이를 강조한다"고 주장했다.
퍼시픽 연구소가 수행한 보고서는 CNW가 발표한 연구에 "심각한 편견과 결함"이 있다고 주장하며, "보고서의 결론은 분석의 결함 있는 방법, 지지할 수 없는 가정, 데이터의 선택적 사용 및 제시, 그리고 완전한 동료 검토 부족에 의존한다"고 주장했다.
CNW의 아트 스피넬라는 환경 운동가들이 SUV에 대해 옳을 수 있지만, 하이브리드는 자동차 그림에서 비싼 부분이라고 말한다. 그의 환경 친화적 목록에서 가장 위에 있는 차량은 사이언 xB인데, 이는 제작하기 쉽고, 운영 및 재활용 비용이 저렴하며, 수명 동안 마일당 49센트의 비용이 들기 때문이다. 그는 "허머를 산 사실을 정당화하기 위해 허머 소유자들이 그것을 예시로 사용하는 것을 좋아하지 않는다"고 말했다. "프리우스 소유자들이 온 세상을, 전 세계의 환경을 구하고 있다고 믿을 필요가 없는 것과 마찬가지로, 그것도 사실이 아니다"고 말했다.
2008년 6월 "먼지에서 먼지까지" 연구에서 프리우스의 평생 마일당 비용은 23.5% 감소하여 평생 마일당 2.19달러가 된 반면, H3의 비용은 12.5% 증가하여 평생 마일당 2.33달러가 되었다. 실제 결과는 차량 수명 동안 주행한 거리에 따라 달라진다.

## 온실가스 배출
개조되지 않은 SUV는 연간 700 메가톤의 이산화 탄소를 배출하여 지구 온난화를 유발한다. SUV는 전기화될 수 있지만, 그 (제조) 배출량은 항상 더 작은 전기차보다 많을 것이다. 또한 다양한 대체 연료, 수소를 포함하여 운행되도록 개조될 수 있다. 그렇지만, 이러한 차량의 대다수는 대체 연료를 사용하도록 개조되지 않는다.

## 전비중량 및 사이즈
승용차의 전비중량은 운전자의 사망률에 직접적인 통계적 기여를 하며, Informed for LIFE에 따르면 무게가 더 많을수록 (탑승자에게) 유리하다.
대형 SUV의 길이, 특히 너비는 도시 지역에서 논란이 되고 있다. 주차 공간이 제한된 지역에서 대형 SUV 운전자들은 소형차용으로 표시된 주차 공간이나 대형 차량의 너비에 비해 너무 좁은 공간에 주차하는 것으로 비난받아왔다. 비평가들은 이로 인해 인접 공간의 사용 손실, 인접 차량 진입 접근성 감소, 진입로 공간 차단, 문에 의한 인접 차량 손상과 같은 문제가 발생한다고 주장했다. SUV의 공간 소비에 대한 반발로 피렌체 시는 중심가로의 SUV 진입을 제한했으며, 파리와 빈은 아예 SUV 금지를 논의했다.
일반적인 인식과 달리, SUV는 종종 왜건과 동일하거나 더 적은 실내 수납 공간을 가지고 있다. 높은 무게 중심과 무게로 인해 각각 핸들링이 더 나쁘고 연료를 더 많이 소모한다.

## 환경 운동
시안 베리는 2003년 캠던에서 시작하여 "도시를 장악하는" 4x4 (또는 스포츠 유틸리티 자동차)를 막기 위한 조치를 요구하는 전국적인 캠페인이 된 도시 4x4 반대 연합의 창립자였다. 이 캠페인은 "극적인 시위"와 베리에게 공로를 돌린 (이제는 수많은 지역 단체들이 채택한) 모의 주차 위반 딱지로 유명했다.
스웨덴에서는 "아스팔트 정글의 인디언" (en: The Indians of the asphalt jungle)이라고 불리는 단체가 스톡홀름, 예테보리, 말뫼 및 여러 소규모 도시에서 활동을 펼쳤다. 2007년에 창설된 이 단체는 첫 해 동안 약 300대의 SUV 타이어에서 공기를 뺐다. 이들의 임무는 SUV 소유자가 다른 사람들을 희생시키면서 그런 큰 차량을 운전할 권리가 없다고 생각했기 때문에 SUV의 높은 연료 소비를 강조하는 것이었다. 이 단체는 언론의 주목을 받았으며, 2007년 12월에 휴전을 선언했다.
스웨덴 그룹에서 영감을 받은 것으로 보이는 유사한 활동가 그룹들이 덴마크, 스코틀랜드, 핀란드에서 활동을 벌였다.

## 같이 보기
- 자동차 안전
- 운송이 환경에 미치는 영향
  - 대기 오염
  - 전기차의 환경적 측면
  - 가스 구즐러
  - 배기가스